# Big Train
Big Train est une série télévisée britannique en douze épisodes de 30 minutes, créée par Graham Linehan et Arthur Mathews. La première saison a été diffusée sur BBC Two en 1998, et la seconde, à laquelle Graham Linehan n'a pas participé, en 2002.
Cette série est inédite dans tous les pays francophones.

## Synopsis
Les épisodes sont composés de sketches basés sur des situations de la vie ordinaire mêlées à des éléments surréels, voire macabres.
La série est aussi connue pour son sketch récurrent dans la première saison, World Stare-Out Championship Finals, une série d'animation écrite par Paul Hatcher et dessinée par Chris Shepherd, dans laquelle se déroule des « batailles de regards (en) ». Il s'agit d'une parodie satirique des événements sportifs mondiaux, comme le championnat du monde d'échecs ou la coupe du monde de football, où une simple « bataille de regard » est un événement planétaire suivi par des millions de téléspectateurs.

## Distribution
- Simon Pegg
- Mark Heap
- Kevin Eldon (en)
- Amelia Bullmore (saison 1)
- Julia Davis (saison 1)
- Rebecca Front (saison 2)
- Tracy-Ann Oberman (en) (saison 2)
- Catherine Tate (saison 2)
- Nick Frost (2 épisodes de la saison 1)